# Пентленд-Ферт
Пентленд-Ферт (англ. Pentland Firth, гэльск. An Caol Arcach) — пролив в Шотландии, между островом Великобритания и Оркнейским архипелагом, соединяет северную часть Северного моря с Атлантическим океаном.

## Географическое положение
Пролив вытянут с запада на восток. К югу лежит Кейтнесс — северная часть острова Великобритания, в том числе самая северная точка острова — мыс Даннет-Хед. На побережье расположен посёлок Джон-о'Гротс. С севера пролив ограничен южными Оркнейскими островами — Хой и Саут-Роналдсей, между которыми находится вход в бухту Скапа-Флоу. В самом проливе расположены необитаемые острова Строма и Суона, а также группа островков Пентленд-Скеррис.

## Экономика
В проливе наблюдаются очень сильные приливные течения, скорость которых достигает 30 км/час. Обсуждается возможность создания приливной электростанции.
Паромная переправа из Джон-о'Гротс на Саут-Роналдсей является одним из основных путей доступа на Орнейские острова.